# 大田原氏

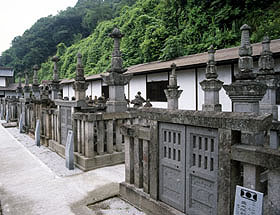
大田原市光真寺にある大田原氏墓所。市指定文化財。

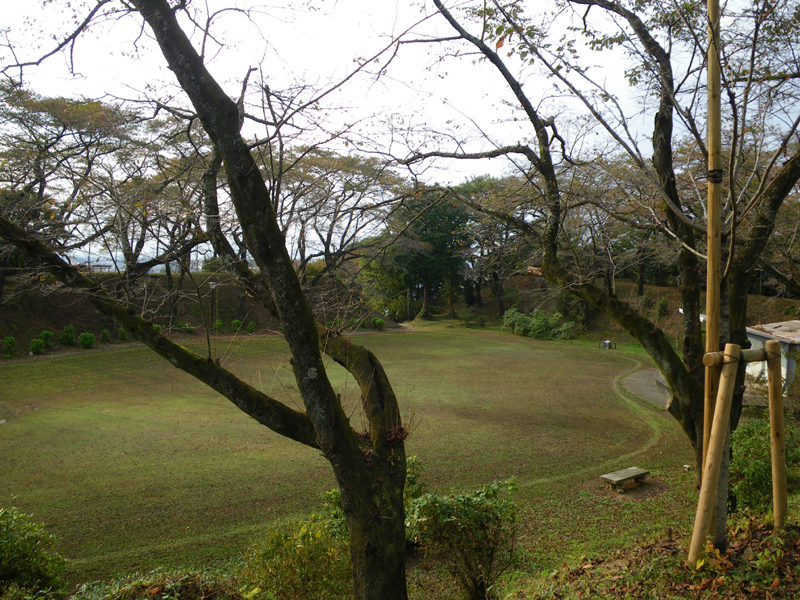
大田原城址（大田原市城山）

九曜紋（替紋）

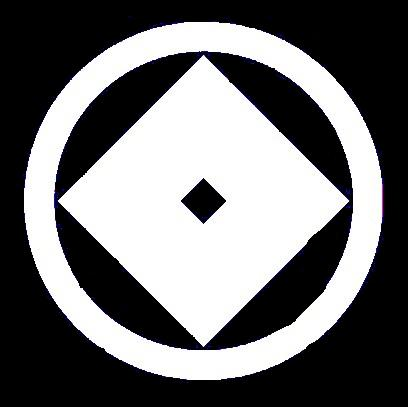
丸に釘抜紋（旗印）

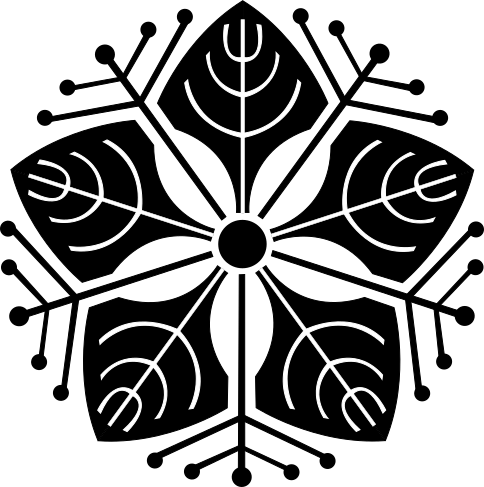
虎杖紋

大田原氏（おおたわらし）は武家・華族を出した日本の氏族。古くは「大俵氏」とも書かれた。中世以来下野国大田原を本拠とした豪族で、江戸時代にも大田原藩主家として続き、明治維新後、華族の子爵家に列した。

## 概要
家伝によれば武蔵国阿保郷に住した備前守忠清を祖とする。その子孫が後に下野国那須の大俵に移住して「大俵」を称し、14代資清の代に「大田原」に改姓したという。中世以来、那須氏の有力部将那須七騎の一家として活躍した。天文12年（1543年）には大田原資清が大田原城を築城している。天正18年（1590年）の小田原征伐の際に主家の那須家は豊臣秀吉のもとに参陣しなかったため所領を没収されたが、大田原城主大田原晴清は参陣したため所領を安堵されている。その後関ヶ原の戦いで東軍に属したことで徳川家康より加増されて小大名に列し、江戸時代を通じて1万1417石の大田原藩主家として続く。戊辰戦争では官軍に属したが、会津藩兵によって城下を焼き払われる被害を受けた。戦後、官軍への貢献により賞典金5000両が下賜された。明治維新後、華族の子爵家に列せられた。

## 出自
『寛永諸家系図伝』及び『寛政重修諸家譜』において大田原家を始めとする4家（大田原家・大関家・中山家・青木家）は丹治氏流として収録されている。『寛永諸家系図伝』では「本は丹治氏、武州にあり。丹の黨と称す。時に平の姓となり又阿保（あぶ）と号す。上野國に住し後大田原にうつり居て、すなはち称号とす。今又丹治の姓となる。」と記されているように、武蔵七党の丹党の一族で武蔵国榛沢郡阿保郷を本拠とする阿保氏流を謳っているが、実際には宣化天皇からの系図ではなく大俵忠清が初祖として書かれている。 また『寛政重修諸家譜』では、『寛永諸家系図伝』掲載の家伝を記した後の按文において「寛永青木の系圖に、安保三郎大夫經房、其二男安保刑部丞實光、宇治川にをいて討死とみえたり。同族たるや否を詳らかにせず。」と指摘されているように、大田原家が丹党阿保氏であることに対して疑義を持たれている。その上で、按文に続いて「今の呈譜に、中將業平（在原氏。平城天皇の皇子阿部親王より出たり。）が後胤にして、其の先丹の黨に屬し、氏を丹治にあらため…」と記してあるように、「在原業平の末裔である祖先が丹党に所属して丹治姓を名乗った」という経緯を補足している。この按文に拠れば、大田原氏は「血統としては在原氏であるが丹党に所属したので丹治姓を称した」ということになる。またここに記されているように、呈譜（実際に幕府に提出された系図）では在原業平以降大田原庸清及び光清までの系譜が記されているが、『寛政重修諸家譜』では『寛永諸家系図伝』同様、大俵忠清以降から掲載されている。なお、この呈譜の写本とされているのが稲毛田大田原家所蔵の『大田原宗家家譜』であり『大田原市史』所収の「大田原家系譜」の底本となっている。なお、『藩翰譜』や『寛政重修諸家譜』において「織田政時の子が大田原氏を継承し典清を名乗ったことから一時平姓を称した」と指摘されているが、『寛永諸家系図伝』の段階で既に「時に平の姓となり」と記されていることから平姓を名乗った時期が複数回あると推察される。

## 歴史

### 中世
『大田原家譜』によれば「大俵康清は那須氏に仕え、始めて那須に移り、金田村水口城に住し」とあることから、室町時代初期には下野国那須の名族・那須氏に仕官したと考えられている。康清から数えて5代の胤清までは水口城を本拠に勢力を拡大したが、胤清の子・大田原資清は奥州街道に面した蛇尾川西岸の高台の要衝に大田原城を築城し本拠を遷した。大田原氏の勢力はこの資清の代に飛躍的に拡大された。

### 戦国期～織豊期
当時は那須氏が上下に分裂しており、資清は上那須家の那須資親に仕えた。永い間実子に恵まれなかった資親は結城政朝の次男・那須資永を養子に迎えていたが、後に実子の那須資久が生まれると胤清・資清親子は資久の擁立を画策する。永正11年（1514年）夏に資親と資永の関係が悪化すると、資親の命と称して大関氏・伊王野氏・金丸氏・蘆野氏などの那須党の有力諸氏を味方に引き入れ、資永が籠る福原城を攻め滅ぼした。しかしその際に資永の謀略によって資久が連れ去られ惨殺された為、資親亡き後、那須氏は下那須家によって統一されることとなった。
永正15年（1518年）、那須七騎の大関宗増・福原資安に讒言を図られて窮地に追い込まれた資清は両家を攻略するも敗北。その為に一時越前国に身を寄せたが、しばらくして旧領を奪還した。その後、娘を那須政資に嫁がせて勢力を回復。大関増次を討ち取り、長男・高増を養子として大関氏の名跡を継がせ大関高増とし、福原氏にも政資の命と称して次男・資孝を養子に入れて福原資孝とし、両家を傘下に収めることに成功した。
その後、那須家の家督が政資から那須高資に継承されると高資は大田原氏の影響力を排除する動きを見せるが、天文18年（1549年）9月に起こった喜連川五月女坂の戦いでは大田原・大関・福原を始め那須七騎の諸氏が参陣し勝利を収めている。天文20年（1551年）、宇都宮氏の重臣・芳賀高定の誘計に乗った千本資俊により高資が千本城にて謀殺されると、資清は姉の子である那須資胤を那須家の当主に据え実権を手に入れる。永禄3年（1560年）に資清が死去。これを機に今度は資胤が大関高増・福原資孝・大田原綱清等大田原一族の影響力の排除を画策すると、三家は佐竹氏と連合してこれに対抗し数度の合戦に及んだ。しかし周辺諸国からの介入が懸念された為、興野氏や伊王野氏家臣の稲沢氏等が会談を持ち、資胤と三家を説得して和平にこぎつけた。これにより家臣団の結束力が高まり、資胤の子・那須資晴の時代には那須氏は安定期を迎えることとなった。三家はその後千本氏を滅ぼすなどして勢力拡大に邁進した。天正18年（1590年）に豊臣秀吉による後北条氏討伐（小田原征伐）が発生すると、綱清の子・大田原晴清はいち早く豊臣秀吉に恭順を誓った。ところが、那須氏は去就を明らかにせず小田原に参陣しなかった為に戦後改易に処され、那須氏の所領はそのまま大田原氏に継承されることとなった。しかし晴清の嘆願により資晴には旧領から5千石が与えられ、家名存続が許された。

### 江戸期
慶長5年（1600年）の関ヶ原の戦いでは東軍に属し、上杉景勝の所領の様子を諜報し徳川家康に報告を入れている。同年6月には石川重次・内藤忠清等を奉行とした歩卒1000人余りを大田原城に迎え、陸奥国境の城郭修造の任にあたった。更に同月、援軍として皆川隆庸・服部正成らが大田原城に入り長筒の大砲10門が配備された。7月24日には大関資増・伊王野資信らと共に下野国小山に参じ家康に謁見。景勝南進の際には大田原城に籠城するよう申し付けられ、家康からは正恒の太刀と黄金100両を、徳川秀忠からは金熨斗付きの長船師光の刀を与えられた。8月25日には家康より書状で景勝の動向について報告するよう命じられた。関ヶ原の戦いが終わると、功績により下野国森田に800石を加増され7900石となる。また慶長6年（1601年）7月に服部正成が大田原城を去る際には、対上杉用の備えとして持ち込まれた徳川軍の大砲10門のうち3門がそのまま大田原城に与えられた。慶長7年（1602年）7月には、関ヶ原で西軍に属して改易された相馬義胤の居城・相馬中村城の守備にあたる。その功により、同年12月25日に下野国芳賀郡・那須郡及び陸奥国磐城郡に4500石が加増され、都合1万2400石を領する大名となり大田原藩を立藩した。その後江戸時代を通じて一度も領地替えの憂き目に遭うことなく明治維新を迎えた。
なお大田原藩は「関東在国の外様城主大名」という極めて特殊な藩であるが、これは関ヶ原の戦いの際に、大田原城が上杉家の南下を食い止める最前線として機能したことを家康が重視したためと推察されている。また、旧主の那須家・大田原家（森田大田原家1300石）・福原家・蘆野家は名門家系を重んじる幕府によって那須衆と称され交代寄合に列せられている。
戊辰戦争の際には官軍に属し会津藩兵によって城下を焼き払われる被害を受けた。

### 明治以降
最後の大田原藩主・大田原一清（勝清）は、明治2年（1869年）の版籍奉還で華族に列するとともに大田原藩知事に任じられ、明治4年（1871年）の廃藩置県まで藩知事を務めた。明治2年に戊辰戦争における官軍への貢献により賞典金5000両が下賜された。
版籍奉還の際に定められた家禄は252石。明治9年の金禄公債証書発行条例に基づき家禄の代わりに支給された金禄公債の額は、8953円37銭3厘（華族受給者中427位）。
明治前期の長職の住居は東京府神田区神田五軒町にあった。当時の家扶は、小林重質。
明治17年（1884年）に華族令の施行で華族が五爵制になると、一清は旧小藩知事として子爵に列せられた。その後一清は貴族院の子爵議員に当選している。
昭和前期に大田原子爵家の邸宅は東京市世田谷区成城町にあった。